# Зонд-3
Зонд-3 — автоматическая межпланетная станция серии 3МВ. Была запущена в космос 18 июля 1965 года, совершила пролёт мимо Луны и передала чёткие снимки её обратной стороны на Землю.
Аппараты серии 3МВ предназначались для исследования Венеры и Марса. Станция «Зонд-3» хотя и была отправлена к Луне, использовалась для отработки техники дальних космических полётов. Пройдя мимо Луны, она вышла на гелиоцентрическую орбиту и для проверки работы системы дальней телевизионной связи и радиосвязи передавала сделанный во время полёта снимок Луны с разных расстояний, вплоть до нескольких десятков миллионов километров.
Запуск «Зонда-3» был важным шагом в «лунной гонке», т.к. укрепил приоритет СССР в исследовании обратной стороны Луны. Другим хорошим следствием этого успеха было некоторое смягчение отношения руководства страны к лунной программе в целом, заметно испорченное чередой неудач и задержек в другой лунной программе Е-6.

## Инструменты
«Зонд-3» был схож по устройству со своим предшественником «Зондом-2», то есть, изначально, был межпланетным аппаратом, впоследствии приспособленным для решения лунных задач.
На АМС была установлена фототелевизионная система для фотографирования и передачи полученных изображений. Снимки делались на камеру с фокусным расстоянием 106,4 мм с использованием специальной 25 мм фотоплёнки. Плёнка автоматически обрабатывалась, а затем поступала в систему передачи изображения, каждый кадр передавался в течение приблизительно 34 минут.
В дополнение к фотооборудованию зонд нёс на борту магнитометр, ультрафиолетовый и инфракрасный спектрографы, датчики излучения и другое оборудование.

## Полёт
АМС «Зонд-3», запущенная 18 июля 1965 года, через 33 часа прошла вблизи Луны. Траектория зонда была подобрана таким образом, чтобы в его объектив попали области, не охваченные станцией «Луна-3». Первые снимки были сделаны на расстоянии 11 600 км от поверхности Луны; минимальное расстояние, на котором велась съёмка — 9220 км. Всего было получено 25 снимков высокого качества, каждый состоял из 1100 строк по 860 элементов в каждой строке.
Затем аппарат перемещался по гелиоцентрической орбите, пересекающей орбиту Марса.

## Результаты
Космический аппарат выполнил все возложенные на него задачи. Впервые была произведена астрокоррекция траектории с использованием наведения аппарата на звезду. При этом был открыт так называемый эффект «пыльного мешка», когда мелкие частицы, отлетающие от самого аппарата, мешают системе ориентации различать звёзды. Он был учтён в полётах других АМС, начиная с «Венеры-3».
Была проверена система наведения аппарата на Землю и радиосвязь через остронаправленную параболическую антенну.
Сделанными снимками из 19 млн км² поверхности обратной стороны Луны остались пропущенными менее 1,5 млн км² вблизи северных и южных полюсов. Впервые были получены высококачественные фотографии обратной стороны Луны. Тот факт, что на снимках оказались также множество деталей, наблюдаемых с Земли, позволил осуществить привязку новых образований в единой селенографической системе координат.
Полученные фотографии спутника Земли позволили исследовать особенности строения лунной поверхности. Были подтверждён вывод о малом количестве лунных морей на обратной стороне Луны, и стало очевидно, что Луна асимметрична относительно плоскости, которая делит её на видимую и невидимую с Земли части. Были обнаружены мореподобные образования, которых назвали талассоидами.
По фотографиям сделанным АМС «Луна-3» и «Зонд-3», Государственным астрономическим институтом им. П. К. Штернберга был выпущен «Атлас обратной стороны Луны» с каталогом, содержащим описания около 4000 впервые обнаруженных образований.